# Gerygone ruficollis
Gerygone ruficollis là một loài chim trong họ Acanthizidae.